# Gibbon (Oregon)
Gibbon è una comunità non incorporata nella Contea di Umatilla, Oregon, Stati Uniti. Si trova a circa 20 miglia (32 km) ad Est di Pendleton nella Riserva indiana Umatilla, vicino al fiume Umatilla.
Gibbon è una stazione sulla Union Pacific Railroad che venne intitolata al maggior generale John Gibbon, che fu al comando del Dipartimento del Columbia basato a Vancouver, negli anni 1885-86. Al tempo in cui si stava costruendo la ferrovia, c'era una stazione nei pressi di Gibbon chiamata Mikecha, composto dai nomi di tre ingegneri civili: Mink, Kennedy e Chalk. All'inizio del XX secolo, il nome della stazione fu cambiato in Bingham Springs, perché serviva il resort di Bingham Springs, che si trova 8 miglia (13 km) ad Est del fiume Umatilla. Il nome dell'ufficio postale, tuttavia, rimase Gibbon. Gibbon post office ran from 1892 through 1966. A un certo punto, il nome della stazione ferroviaria fu cambiato nuovamente in Gibbon. Oggi Gibbon ha un indirizzo postale associato ad Adams.
Dal 1940, Gibbon ha una scuola che serve sia bambini nativi americani sia bambini americani di origine europea.

## Clima
Questa regione presenta estati calde (ma non torride) ed asciutte, con temperature medie mensili superiori a 22,0 °C (71,6 °F). Secondo il sistema di classificazione dei climi di Köppen, Gibbon ha un clima mediterraneo dalle estati calde, abbreviato "Csb".